# Прости-прощай
«Прости-прощай» — советский фильм режиссёров Георгия Кузнецова и Владимира Лаптева (последний — также второй режиссёр) по сценарию Владимира Акимова.
Художник фильма — Юрий Истратов.

## Сюжет
Деревня, в которой живут дед Василий Петрович и его жена Пелагея, попадает в зону затопления строящейся ГЭС. Из деревни всех выселяют, только вот не может дед с этим смириться. В этих местах он жил и партизанил. Здесь посажены четыре берёзки — в память о четырёх не вернувшихся с фронта сыновьях.
Бабушка Пелагея болеет, попадает в больницу. Дедушка вместе с правнуком грузят в машину свой нехитрый скарб и покидают дом. Напоследок дед останавливается у кладбища — проститься с могилами родных. Там он встречает ещё одного старика оторванного от родной земли (Леонид Оболенский). Уже у поезда дедушка меняет решение — он хочет оставаться на малой родине до последних минут…

## В ролях
- Михаил Кузнецов — дед Василий Петрович
- Мария Пастухова — Пелагея
- Мария Скворцова — Варвара
- Ваня Иванов — Мишаня
- Леонид Оболенский — старик
- Борис Заволокин — прораб
- Сергей Сметанин — лётчик
- Владимир Митюков — Лёнька
- Марина Аничкова
- Елена Говорухина
- Александр Данильченко
- Наталья Захарова
- Стяпонас Космаускас
- М. Яковенко